# Valea Mare (Covasna)
Valea Mare è un comune della Romania di 1159 abitanti, ubicato nel distretto di Covasna, nella regione storica della Transilvania.
Valea Mare è divenuto comune autonomo nel 1999, staccandosi dal comune di Barcani.
Di un certo interesse è la chiesa ortodossa dedicata agli Arcangeli Michele e Gabriele, costruita nel 1793 e contenente diverse interessanti icone del XIX secolo.